# Bastide Bel-Air
O Bastide Bel-Air é um histórico bastide em Aix-en-Provence, na França. Ele está localizado em chemin des Platanes, na secção norte de Aix-en-Provence, no sudeste da França.
O bastide foi construído na segunda metade do século XVIII. Está listado como monumento histórico oficial pelo Ministério da Cultura da França desde 1980.